# Unterseeboot 437
L'Unterseeboot 437 ou U-437 était un U-Boot type VIIC utilisé par la Kriegsmarine pendant la Seconde Guerre mondiale.
Il fut commandé le 16 octobre 1939 à Dantzig (Schichau-Werke), sa quille fut posée le 16 avril 1940, il fut lancé le 26 juillet 1941 et mis en service le 25 octobre 1941, sous le commandement du Kapitänleutnant Werner Karl Schultze.
L'Unterseeboot 437 n'a ni coulé, ni endommagé de navires au cours des onze patrouilles (374 jours en mer) qu'il effectua. Il participa également à seize Rudeltaktik.
Il fut détruit par les bombes Britanniques en Norvège en octobre 1944, sa coque fut démolie en 1946.

## Conception
Unterseeboot type VII, l'U-437 avait un déplacement de 769 tonnes en surface et 871 tonnes en plongée. Il avait une longueur totale de 67,10 m, un maître-bau de 6,20 m, une hauteur de 9,60 m, et un tirant d'eau de 4,74 m. Le sous-marin était propulsé par deux hélices de 1,23 m, deux moteurs diesel Germaniawerft M6V 40/46 de 6 cylindres en ligne de 1400 cv à 470 tr/min, produisant un total de 2 060 à 2 350 kW en surface et de deux moteurs électriques AEG GU 460/8-276 de 375 cv à 295 tr/min, produisant un total 550 kW, en plongée. Le sous-marin avait une vitesse en surface de 17,7 nœuds (32,8 km/h) et une vitesse de 7,6 nœuds (14,1 km/h) en plongée. Immergé, il avait un rayon d'action de 80 milles marins (150 km) à 4 nœuds (7,4 km/h; 4,6 milles par heure), et pouvait atteindre une profondeur de 230 m. En surface son rayon d'action était de 8 500 milles nautiques (soit 15 700 km) à 10 nœuds (19 km/h). 
L'U-437 était équipé de cinq tubes lance-torpilles de 53,3 cm (quatre montés à l'avant et un à l'arrière) qui contenait quatorze torpilles. Il était équipé d'un canon de 8,8 cm SK C/35 (220 coups) et d'un canon antiaérien de 20 mm Flak. Il pouvait transporter 26 mines TMA ou 39 mines TMB. Son équipage comprenait 4 officiers et 40 à 56 sous-mariniers.

## Historique
Il sert dans la 6. Unterseebootsflottille (flottille d'entrainement et de combat) jusqu'à sa perte. 
Sa première patrouille au départ de Kiel le fait naviguer entre les Îles Féroé et les Îles Shetland. Il accoste à Saint-Nazaire, en France occupée le 16 avril 1942 (Saint-Nazaire est son principal port d'attache).
Lors de sa deuxième patrouille de 20 jours, il navigue jusqu'au nord-ouest des Açores, sans succès.
Sa troisième patrouille se déroule jusqu'en Mer des Caraïbes. Avec 68 jours en mer, c'est sa plus longue.
La quatrième et la cinquième patrouilles se passent au nord des Açores.
Sa sixième patrouille est marquée par l'attaque nocturne par un Vickers Wellington du 172e escadron de la RAF équipé de projecteur dans le golfe de Gascogne, le 23 avril 1943. Il est endommagé et interrompt sa patrouille. Il rentre à la base sous escorte de l'U-455.
Sa septième patrouille est précédée de plusieurs courtes sorties (2 à 3 jours). Il quitte Saint-Nazaire le 26 septembre 1943, pour naviguer dans l'Atlantique Nord pendant 55 jours, toujours sans succès.
La huitième patrouille dure 62 jours.
Sa neuvième patrouille se cantonne au Golfe de Gascogne, avec l'augmentation des attaques aériennes.
À la suite de la progression des Alliés après débarquement, l'U-437 quitte Saint-Nazaire pour la base sous-marine de Bordeaux lors de sa dixième sortie.
Comme durant sa première patrouille, le sous-marin navigue entre l'Islande et les îles Féroé. Il rejoint Bergen le 21 septembre 1944, n'ayant coulé ni endommagé aucun navire après onze patrouilles et 374 jours en mer.
Le 4 octobre 1944, il est détruit lors d'un assaut aérien contre Bergen par des bombardiers Britanniques ; il chavire le lendemain. Aucun membre d'équipage n'est présent lors de l'attaque.
L'épave est relevée et démolie en 1946.

## Affectations
- 6. Unterseebootsflottille du 25 octobre 1941 au 1er avril 1942 (Période de formation).
- 6. Unterseebootsflottille du 1er avril 1942 au 5 octobre 1944 (Unité combattante).

## Commandement
- Leutnant Werner-Karl Schulz du 25 octobre 1941 au 20 décembre 1942
- Kapitänleutnant Hermann Lamby du 21 décembre 1942 au 5 octobre 1944 (Croix allemande).

## Patrouilles
|       | Commandant              | Départ            | Départ      | Arrivée           | Arrivée     | Jours     | Succès |
| ----- | ----------------------- | ----------------- | ----------- | ----------------- | ----------- | --------- | ------ |
| 1     | Ltn. Werner-Karl Schulz | 4 avril 1942      | Kiel        | 16 avril 1942     | St. Nazaire | 13 jours  |        |
| 2     | Ltn. Werner-Karl Schulz | 29 avril 1942     | St. Nazaire | 18 mai 1942       | St. Nazaire | 20 jours  |        |
| 3     | Ltn. Werner-Karl Schulz | 6 juin 1942       | St. Nazaire | 12 août 1942      | St. Nazaire | 68 jours  |        |
| 4     | Ltn. Werner-Karl Schulz | 17 septembre 1942 | St. Nazaire | 15 novembre 1942  | St. Nazaire | 60 jours  |        |
| 5     | Oblt. Hermann Lamby     | 4 février 1943    | St. Nazaire | 5 mars 1943       | St. Nazaire | 30 jours  |        |
| 6     | Oblt. Hermann Lamby     | 26 avril 1943     | St. Nazaire | 30 avril 1943     | St. Nazaire | 5 jours   |        |
| 7     | Oblt. Hermann Lamby     | 24 juillet 1943   | St. Nazaire | 25 juillet 1943   | St. Nazaire | 2 jours   |        |
|       | Oblt. Hermann Lamby     | 1er août 1943     | St. Nazaire | 3 août 1943       | St. Nazaire | 3 jours   |        |
|       | Oblt. Hermann Lamby     | 18 septembre 1943 | St. Nazaire | 19 septembre 1943 | St. Nazaire | 2 jours   |        |
|       | Oblt. Hermann Lamby     | 23 septembre 1943 | St. Nazaire | 25 septembre 1943 | St. Nazaire | 3 jours   |        |
|       | Oblt. Hermann Lamby     | 26 septembre 1943 | St. Nazaire | 19 novembre 1943  | St. Nazaire | 55 jours  |        |
| 8     | Kptlt. Hermann Lamby    | 20 janvier 1944   | St. Nazaire | 22 janvier 1944   | St. Nazaire | 3 jours   |        |
|       | Kptlt. Hermann Lamby    | 29 janvier 1944   | St. Nazaire | 31 janvier 1944   | St. Nazaire | 3 jours   |        |
|       | Kptlt. Hermann Lamby    | 2 février 1944    | St. Nazaire | 3 avril 1944      | St. Nazaire | 62 jours  |        |
| 9     | Kptlt. Hermann Lamby    | 6 juin 1944       | St. Nazaire | 15 juin 1944      | St. Nazaire | 10 jours  |        |
| 10    | Kptlt. Hermann Lamby    | 9 août 1944       | St. Nazaire | 13 août 1944      | Bordeaux    | 5 jours   |        |
| 11    | Kptlt. Hermann Lamby    | 23 août 1944      | Bordeaux    | 21 septembre 1944 | Bergen      | 30 jours  |        |
| Total | Total                   | Total             | Total       | Total             | Total       | 374 jours | 0 t    |

Note : Ltn. = Leutnant - Oblt. = Oberleutnant - Kptlt. = Kapitänleutnant

### Rudeltaktik
L'U-437 prit part à seize Rudeltaktik (meutes de loup) durant sa carrière opérationnelle.
- Endrass (12-17 juin 1942)
- Blitz (22-26 septembre 1942)
- Tiger (26-30 septembre 1942)
- Luchs (1-6 octobre 1942)
- Panther (6-12 octobre 1942)
- Leopard (12-19 octobre 1942)
- Veilchen (27 octobre – 4 novembre 1942)
- Robbe (16-20 février 1943)
- Rossbach (6-9 octobre 1943)
- Schlieffen (14-22 octobre 1943)
- Siegfried (22-27 octobre 1943)
- Siegfried 2 (27-30 octobre 1943)
- Jahn (30 octobre – 2 novembre 1943)
- Igel 2 (15-17 février 1944)
- Hai 1 (17-22 février 1944)
- Preussen (22 février – 22 mars 1944)